# Taverna del Mar (Sant Feliu de Guíxols)
La Taverna del Mar i els antics banys de Sant Pol és un conjunt del municipi de Sant Feliu de Guíxols (Baix Empordà) protegit com a bé cultural d'interès local.

## Descripció
Edifici civil. Destinat a taverna i restaurant, aquesta construcció centra la seva importància en la part posterior de l'edifici que dona al mar. Té dues plantes, la baixa és un fort mur que serveix per aturar les ones, el primer pis és el menador i està fet amb nombroses finestres de gran mida acabades en arcades. A cada costat hi ha altres edificis de dimensions més reduïdes que tenen una terrissa davant per fer banys de sol.
La façana és un cos principal emmarcat per dos cossos més sortints. És una construcció horitzontal feta amb maó i arrebossada de blanc, donant-li un aire mariner i mediterrani. La teulada lleugerament inclinada és adient a l'estructura de l'edifici.

## Història
Aquesta urbanització fou iniciada el 1924 per l'industrial Josep Ensesa i Gubert en col·laboració amb l'arquitecte R. Masó i Valentí. Rebé el nom d'un rierol proper (Segeró o Sagraró). La primera casa fou "senya Blanca" del sr. Ensesa al mateix 1924, però la veritable gran empenta constructiva no es produí fins al 1928 amb obres con la cas de Masó (1928), la casa Civils (1929).l'hostal de la Gavina (1929-34)..a la mort de Masó es feu càrrec de la urbanització F.Folguera i Grassí que hi fer nombroses obres; Camí de Ronda l'església els banys la disposició definitiva de l'hostal, la casa Ensesa (fill)..mort el 1960 fou Adolf Florensa que el substituí. A s'Agaró es crea un urbanisme de l'alta burgesia de caràcter marcadament autòcton d'arrel mediterrània i noucentista.